# Westfield Arkadia
Westfield Arkadia, do 2019 Arkadia – centrum handlowo-usługowe znajdujące się przy al. Jana Pawła II 82 w Warszawie.

## Opis
Uroczyste otwarcie centrum handlowego pod nazwą Arkadia odbyło się w 2004. Inwestorem i deweloperem była firma Cefic, należąca do francusko-amerykańskiej grupy ERE-BEG. W 2010 centrum zostało sprzedane spółce Unibail-Rodamco (obecnie Unibail-Rodamco-Westfield), jednemu z największych właścicieli centrów handlowych w Europie.
W latach 2016–2017 centrum zostało rozbudowane o nowe skrzydło od strony ronda Zgrupowania AK „Radosław”. W 2018 na dachu budynku powstała pasieka.
25 września 2019 centrum zmieniło nazwę na Westfield Arkadia.
W 2020 w centrum działało m.in. 240 sklepów (w tym hipermarket Carrefour), 37 restauracji i kawiarni, multikino Cinema City oraz klub fitness. 